# Curro Girón
Francisco Girón Díaz, conocido como Curro Girón, (Maracay, Aragua; 28 de julio de 1938-Caracas, 28 de enero de 1988) fue un torero venezolano.

## Biografía
Considerado como matador de toros de aparente estilo deportivo tenía sin embargo, gran temple y hondura en su torear.
El 27 de septiembre de 1956 tomó la alternativa en Barcelona, España, de manos de su hermano César Girón y de testigo actuó su otro hermano Rafael Girón. Su confirmación en la plaza de Las Ventas de Madrid fue el 12 de junio de 1958 de manos de Manolo Vázquez y Solanito. Al toro de la ceremonia le cortó las dos orejas. 
A pesar de llegar a ser líder de la estadística en España, sufrió siempre de la comparación con su hermano César, quién fue considerado por los cronistas taurinos de su tiempo como uno de los más importantes toreros del siglo xx. Luego de la muerte de éste, llegó a ser el torero americano con más festejos en plazas españolas y líder absoluto de la estadística española en 1959 y 1961. Siempre presente en las plazas de América, fue el consentido de la afición venezolana por muchos años.
Salió cinco veces por la puerta grande de Las Ventas en 1958, 1959, 1961, 1963 y 1967. Su hermano César también lo hizo en cinco ocasiones  1955, 1956, 1958, 1962 y 1963.
Padre del torero venezolano Marco Antonio Girón Lozano. Tuvo otros hermanos también toreros: César, Efraín y Rafael.